# Piotr Nurowski
Piotr Jan Nurowski (20. juni 1945 – 10. april 2010) var en polsk tennisspiller, som var chef for den polske olympiske komité.
Han omkom under et flystyrt den 10. april 2010, sammen med bl.a. Polens præsident Lech Kaczyński.